# Saba Conservation Foundation
De Saba Conservation Foundation (SCF) is een non-gouvernementele organisatie die verantwoordelijk is voor het beheer van de nationale parken op Saba in Caribisch Nederland. De SCF is lid van de Dutch Caribbean Nature Alliance.
De SCF werd in 1987 opgericht als afsplitsing van STINAPA N.A. (Stichting Nationale Parken Nederlandse Antillen) en de organisatie werd door de regering van de Nederlandse Antillen aangewezen voor het beheer van het Saba National Land Park en het Saba National Marine Park. 
In 2024 startte de SCF een project samen met de Nederlandse hogeschool Van Hall Larenstein, om door het kweken van koraal en van zeeëgels de onderwaternatuur van Saba te herstellen. De teruggang van het koraal is nadelig voor de visstand, omdat belangrijke vissoorten dekking zoeken en hun eitjes leggen in het koraal. De zeeëgel is onmisbaar omdat die door het eten van algen het koraal reinigen. Nederland bekostigt het project, dat later wordt uitgebreid naar de andere eilanden van Caribisch Nederland.